# 121546 Straulino
121546 Straulino è un asteroide della fascia principale. Scoperto nel 1999, presenta un'orbita caratterizzata da un semiasse maggiore pari a 3,084774 UA e da un'eccentricità di 0,154384, inclinata di 8,620796° rispetto all'eclittica.